# Legoavtal
Legoavtal (latin locatio et conductio), är en juridisk term som betyder upplåtelse av nyttjanderätt till egendom, ungefär hyresavtal.